# Exeter, Nam Úc
Exeter là tên một vùng ngoại ô của Thành phố Port Adelaide Enfield ở miền tây bắc thành phố Adelaide, thủ đô tiểu bang Nam Úc, nước Úc. Các vùng lân cận Semaphore, Birkenhead, Largs Bay và Glanville. Mã bưu điện của ngoại ô là 5019.